# ホンダ・レーシング・ディベロップメント
ホンダ・レーシング・ディベロップメント（Honda Racing Development、略称 HRD）は、かつて存在した本田技研工業傘下でホンダF1活動を行う子会社だった。
F1参戦第3期にイギリスブラックネルに設立された法人（1998年から2016年）と、第4期にイギリスミルトンキーンズに設立された法人（2019年から2022年）の二種類があるが、いずれもホンダのF1参戦の前線基地であった。

## 概要

### 第3期
創設は1998年5月、本拠地はイギリス・バークシャー州ブラックネル。初期の業務は前年末に人を介した買収に失敗したティレルのコンストラクター部門とレースチームの保存吸収で、ティレルの共同所有者のハーベイ・ポスルスウェイトを取り込んだ新たな参戦チーム体制を求めた。1999年晩春のテスト中のポスルスウェイトの死去を経て、ルパート・マンウォリングがレースチームの責任者になるが、チーム運営への不安要素からか、このビジョンは採用放棄、その後は、ティレル購入者そのものの側への関与が選択され、用意されていたエンジンは、2000年にB・A・Rに向けて供給された。こうしたエンジン供給は、2002年にはジョーダン・グランプリチームへも実行されるが、同年初めのレイナードの引き揚げから、2003年からはブラックリーのB・A・R設計スタッフとホンダの栃木のコラボレーションが進行し、共同での車体開発が実現される運びとなった。2003年の日本グランプリの直前には、クレイグ・ポロックからの株式獲得もあり、佐藤琢磨のシートが用意され、2004年にはチームはB・A・R 006で11回表彰台に上り、未勝利ながらコンストラクターズランキング2位を獲得し、同年中にはエイドリアン・レイナードからのシェアも併せて、45%の株式を取得し、チームへのBATの貸付金を帳消しにするという条件を呑んで、2006年には、100%の株式を取得する運びとなった。
2006年から2008年にかけては、スーパーアグリF1チームに対するエンジン供給を行い、2007年から2008年には下請けのニック・フライのプロドライブを介して、スーパーアグリF1チームに車体供給を行った。
ホンダの2008年シーズン限りでのF1撤退に伴い、HRF1の株式100％は、当時ホンダF1のチームマネージャーだったロス・ブラウンに売却されたが、HRDは2016年7月まで存続していた。

### 第4期
2015年から、HRD Sakuraの名称を冠した開発施設が新たに設立された（詳細はホンダF1#拠点を参照）。ホンダR&DのSakura施設では、F1のみならず日本国内のレースカテゴリ（SUPER GT、スーパーフォーミュラ）の技術開発や過去参戦していたF1車両のメンテナンス活動も行われている。
HRD UKの名称を冠した（HRD Milton Keynes）の設立は2019年のこととなる。主にレースの運用部門のエンジニアが常駐し、PUのメンテナンス、バッテリーパックの開発なども行っていた。
2020年10月、ホンダF1が2021年シーズンをもって再度の撤退を決定。そして2022年、「HRD Sakura」を本田技術研究所から二輪レース組織のホンダ・レーシング（HRC）に移管統合し、HRC四輪レース開発部となり、以降は同組織がホンダ・モータースポーツ全般の運営を担う。それに伴い、名称が「HRC Sakura」に変更になった。
「HRD Milton Keynes UK」は同年2月末をもって業務を終了し、翌3月から引き継ぎ先のレッドブル・パワートレインズ（RBPT）に現地スタッフ共々移転した。その後、かつてHRD UKだったミルトンキーンズのホンダの建屋は、レッドブル・パワートレインズに移管され使用されていたが、ホンダが2026年にF1活動を再開するための現地拠点（HRC UK）として2025年に借り戻された。
なお、ホンダの北米における四輪レース部門であるホンダ・パフォーマンス・ディベロップメント（HPD）は、ホンダ米国法人が設立した別組織であり従兄弟関係に相当する会社であるが、田辺豊治の職歴からも分かるように両社間のスタッフの差替えは存在する。